# 張森
張森（？—？），中國清朝官員。乾隆五十三年（1788年），張森接替陳良翼，擔任台灣府嘉義縣知縣。掌管今嘉義縣、嘉義市、雲林縣一帶政事。